# 1-es busz (Fonyód)
A fonyódi 1-es jelzésű autóbusz a Vasútállomás és a Bélatelep, Forduló megállóhelyek között közlekedik. A vonalat a Volánbusz üzemelteti.

## Közlekedése
A járat munkaszüneti napokon nem közlekedik.

## Útvonala
| Bélatelep, Forduló felé | Vasútállomás felé |
| --- | --- |
| Vasútállomás – Szent István utca – József utca – Fő utca – Turul utca – József Attila utca – Komjáth Aladár utca – Bélatelep, Forduló | Bélatelep, Forduló – Komjáth Aladár utca – József Attila utca – Turul utca – Fő utca – József utca – Szent István utca – Vasútállomás |

## Megállóhelyei
| 0  | Vasútállomás       | 14 | 2 1499, 1506, 1528, 1578, 1579, 1665, 1673, 1723, 1842 5905, 5987, 5988, 6040, 6042, 6043, 6071, 6195, 6196, 6374 |  |
| 3  | Sportcsarnok       | 11 | 2 1578 6040, 6042                                                                                                 |  |
| 5  | Badacsony utca     | 9  | 2 1578 6040, 6042                                                                                                 |  |
| 6  | Óvoda              | 8  | 2 |  |
| 8  | Háziipar           | 6  | 2 |  |
| 10 | Turul utca         | 4  | |  |
| 12 | Háromszög          | 2  | 1578 6060, 6042, 6043                                                                                             |  |
| 14 | Bélatelep, Forduló | 0  | 1499, 1506, 1578, 1579, 1665, 1723, 1842 5905, 6042, 6043, 6374                                                   |  |